# Хондрит
Хондрит је тип каменог метеорита, који се нису изменили током топљења и диференцијације од исконског тела. Настали су од ситних честица прашине и зрнаца које воде порекло из периода формирања Сунчевог система. У састав хондрита улазе хондруле, милимитарски објекти течних или истопљених капљица из свемира. Већина хондрула богата је силикатским минералима, нарочито оливином и пироксеном. Хондрити чине чак 85% свих метеорита на Земљи.

## Подела
Хондрити се деле на четири класе и десетак група у оквиру њих:
| Класа                | Опис                                         |
| -------------------- | -------------------------------------------- |
| Обични хондрити      | чине 80-90% свих хондрита, изражене хондруле |
| Угљенични хондрити   | чине 5-7% свих хондрита, садрже угљеник      |
| Енстатитски хондрити | чине 2-3% свих хондрита, садрже енстатит     |
| Остали               | хондрити из групе румурута и какангара       |